# أرديس
أرديس (بـالفرنسية:Ardis) هو مركز تسوق جزائري، أنشأ سنة 2012 من طرف مجموعة أكروفينا. يقع في ببلدية المحمدية بالجزائر العاصمة.